# 723 Hammonia
723 Hammonia
723 Hammonia là một tiểu hành tinh ở vành đai chính. Nó được Johann Palisa phát hiện ngày 21.10.1911 ở Viên, và được đặt theo tên tiếng Latin của thành phố Hamburg, Đức